# Chorisoneura bilineata
Chorisoneura bilineata är en kackerlacksart som beskrevs av Karlis Princis 1955. Chorisoneura bilineata ingår i släktet Chorisoneura och familjen småkackerlackor. Inga underarter finns listade i Catalogue of Life.